# Emmesa labiata
Emmesa labiata là một loài bọ cánh cứng trong họ Melandryidae. Loài này được Say miêu tả khoa học năm 1824.